# Сильний штучний інтелект
Сильний штучний інтелект (СШІ), або загальний штучний інтелект, або штучний генералізований інтелект (AGI) — штучний інтелект, який може успішно виконати будь-яку інтелектуальну задачу, котру може виконати людина.
Це головна мета багатьох досліджень штучного інтелекту протягом багатьох десятиліть та популярна течія наукової фантастики, яка на початку 2020-х наближається до реалізації. На відміну від розвитку людського інтелекту, який тривав десятками тисяч років, Сильний ШІ зможе розвиватись майже експоненційно — за частки секунди перевершити здібності людського розуму в десятки чи мільйони разів.
На відміну від вузьких систем штучного інтелекту, які призначені для виконання конкретних завдань, системи AGI розробляються таким чином, щоб адаптуватися, вчитися на досвіді та застосовувати свої знання в нових і незнайомих ситуаціях. AGI має потенціал для революції в багатьох галузях: охорона здоров'я, фінанси, транспорт, освіти та ін. Однак розробка AGI також представляє значні проблеми, включаючи визначення інтелекту, формування людських когнітивних здібностей і безпеку застосування та етичного використання інтелектуальних машин. Незважаючи на ці проблеми, розробка AGI залишається одним із найбільш захоплюючих і перспективних напрямків досліджень у галузі ШІ.
Момент в майбутній історії, коли ШІ перевершить людський розум, називається «технологічною сингулярністю». Що буде після технологічної сингулярності — неможливо передбачити, оскільки людство ще ніколи не мало справу з чимось набагато розумнішим і потужнішим за людський розум. На думку футуролога Рея Курцвейля людство досягне Сильного ШІ людського рівня у 2029 році. На думку Ілона Маска — у 2025 році.

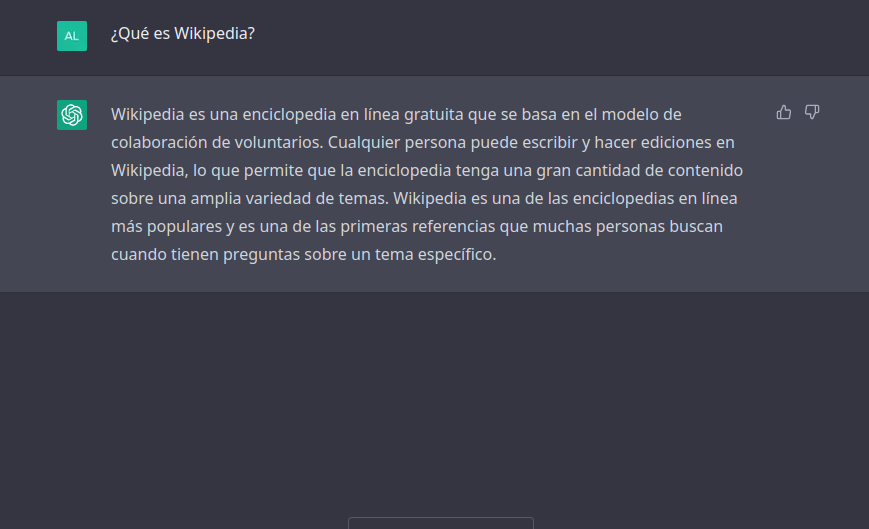
ChatGPT від OpenAI іспанською мовою

В березні 2023 року деякі дослідники описали своє дослідження нецензурованої версії ChatGPT на базі GPT-4, що доступна тільки для розробників в OpenAI, ранньою та неповною версією сильного штучного інтелекту (AGI). В середині квітня 2023 року Сем Альтман з OpenAI заявив, що компанія поки припинила тренування GPT-5, у відповідь на лист з відповідним проханням від 50 тисяч людей, зокрема більше 1800 CEO та 1500 професорів, серед яких, Ілон Маск, Стів Возняк, Юваль Гарарі та багато інших людей.

## Історія
Поняття загального штучного інтелекту (AGI) можна простежити до витоків галузі штучного інтелекту у 1950-х роках. Ранні дослідники штучного інтелекту, зокрема Джон Маккарті, Марвін Мінський та Клод Шеннон, уявляли собі створення розумних машин, здатних виконувати будь-яке інтелектуальне завдання, яке може виконувати людина. Однак розробка AGI виявилася серйозною проблемою, і прогрес у цій галузі був повільним у перші десятиліття.
У 1990-х роках галузь AGI набрала обертів із появою кількох ключових досліджень та ініціатив. Примітно, що Даг Ленат заснував проект Cyc у 1984 році, який мав на меті створити всеохоплюючу базу знань, яку система AGI могла б використовувати для міркування про світ. У 1993 році Бен Герцель заснував дослідницький інститут загального штучного інтелекту (AGIRI), який об'єднав дослідників із різних галузей для роботи над проблемами AGI. Маркус Хаттер розробив математичну структуру для AGI під назвою AIXI, яка забезпечила теоретичну основу для систем AGI.
У 2000-х роках дослідження AGI продовжували розвиватися завдяки зростанню обчислювальної потужності та наявності великих наборів даних. У 2005 році було засновано Singularity Institute for Artificial Intelligence (нині відомий як Machine Intelligence Research Institute), який зосередився на суспільних наслідках розвитку AGI. У 2008 році Асоціація з розвитку штучного інтелекту (AAAI) запустила серію конференцій з AGI, яка стала головною конференцією з досліджень AGI.
Зовсім недавно прориви в машинному навчанні, глибокому навчанні та навчанні з підкріпленням підняли дослідження AGI на нові висоти. Такі компанії, як Google, OpenAI (ця стаття написана з допомогою ChatGPT) і DeepMind, досягли значних успіхів у розробці систем AGI, здатних перевершити людей у таких завданнях, як розпізнавання зображень, обробка природної мови та гра в ігри. Однак AGI залишається поки недосяжною метою, і залишаються значні проблеми у визначенні інтелекту, формуванні людських когнітивних здібностей і дотримання безпеки та етичного використання. Втім, дослідження в галузі AGI продовжують надихати дослідників з різних галузей, і майбутнє досліджень AGI виглядає багатообіцяючим.
27 березня 2023 року вийшла стаття, в якій описувалось дослідження моделі GPT-4 через ChatGPT, в нецензурованій версії для розробників OpenAI. Дослідники прийшли до висноку: «…крім володіння мовою, GPT-4 може вирішувати нові та складні завдання, які охоплюють математику, кодування, бачення, медицину, право, психологію тощо, не потребуючи жодних спеціальних підказок. Крім того, у всіх цих завданнях продуктивність GPT-4 вражаюче близька до продуктивності людського рівня і часто значно перевершує попередні моделі, такі як ChatGPT. Враховуючи широту та глибину можливостей GPT-4, ми вважаємо, що його можна розумно розглядати як ранню (все ще неповну) версію системи штучного загального інтелекту (AGI).»
Термін «Artificial General Intelligence» ввів Джон Серль, його ж словами підхід характеризується:
Мета полягає в тому, аби створити програми, здатні моделювати людське мислення таким чином, щоб витримувати тест Тьюрінга. Більш того, така програма буде не просто моделлю розуму; вона в буквальному розумінні слова сама й буде розумом, в тому ж сенсі, в якому людський розум — це розум.

## Виклики та можливості
Загальний штучний інтелект (AGI) є складною та комплексною галуззю, яка відкриває значні можливості, але потребує вирішення і значних викликів, для розвитку AGI.

### Виклики
- Визначення інтелекту. Одним із найбільших викликів у AGI є визначення інтелекту. Нема єдиної думки щодо того, що таке інтелект, незрозуміло, як його можливо виміряти в машинах.
- Розвиток когнітивних здібностей, подібних до людських. Іншим значним викликом у AGI є формування когнітивних здібностей, подібних до людських, таких як креативність, емпатія та здоровий глузд. Ці здібності важко запрограмувати в машинах і вимагають глибокого розуміння людського пізнання.
- Дотримання безпеки та етичного використання. Розробка безпечних та етичних систем AGI є надзвичайно важливою, враховуючи потенційний вплив, який ці системи можуть мати на суспільство. Є занепокоєння щодо небажаних наслідків роботи розумних машин і можливості їх використання для шкідливих цілей.
- Обчислювальна потужність і дані: AGI вимагає величезних обсягів даних і обчислювальної потужності, отримання та керування якими може бути серйозною проблемою.
- Узагальнення та передача навчання: системи AGI повинні мати можливість узагальнювати знання для низки завдань і переносити ці знання в нові ситуації. Це складна проблема, і сучасні підходи до машинного навчання борються з узагальненням і трансферним навчанням.
- Стійкість і надійність: системи AGI повинні бути стійкими та надійними, тобто вони повинні бути здатними впоратися з несподіваними ситуаціями та помилками. Це особливо складно в динамічному та непередбачуваному середовищі.
- Можливість пояснення та інтерпретації: системи AGI мають бути прозорими та доступними для пояснення, тобто їхні рішення та міркування мають бути зрозумілими та інтерпретованими для людей. Це важливо для безпеки, відповідальності та довіри.
- Взаємодія «людина-машина». Системи AGI мають бути розроблені для взаємодії з людьми природним та інтуїтивно зрозумілим способом, що вимагає розуміння людського спілкування та поведінки.
- Вартість і доступність: розробка AGI дорога, а доступ до ресурсів обмежений. Це може створити нерівність у дослідженнях і розробках AGI і обмежити їх доступність для певних груп або країн.

### Можливості
- Вирішення складних проблем: AGI має потенціал для вирішення складних проблем у таких сферах, як освіта, охорона здоров'я, економіка, логістика та теоретично, будь-яких інших.
- Покращення життя людини: AGI може допомогти покращити життя людини багатьма способами, наприклад, надаючи персоналізовану освіту або допомагаючи людям з обмеженими можливостями.
- Прискорення наукових досліджень: AGI може сприяти просуванню наукових досліджень шляхом моделювання складних систем, прогнозування результатів і створення нових гіпотез.
- Підвищення екологічної стійкості: AGI може допомогти нам вирішити деякі з найактуальніших екологічних проблем у світі, таких як зміна клімату, забруднення довкілля та виснаження ресурсів. Наприклад, AGI можна використовувати для оптимізації споживання енергії, розробки стійкіших методів ведення сільського господарства або прогнозування стихійних лих.
- Підвищення продуктивності: системи AGI можуть автоматизувати нудні або трудомісткі завдання, допомагаючи людям зосереджуватись на більш творчій або стратегічній роботі. Це може призвести до значного підвищення продуктивності в таких галузях, як виробництво, логістика та обслуговування клієнтів.
- Революція транспорту: AGI можна використовувати для розробки автономних транспортних засобів, які можуть керувати безпечніше та ефективніше, ніж люди-водії. Це може призвести до зменшення кількості дорожньо-транспортних пригод, зниження викидів і створення зручніших варіантів транспортування.
- Допомога в дослідженні космосу: AGI може допомогти прискорити дослідження космосу шляхом автоматизації таких завдань, як картографування, навігація та зв'язок. Це може призвести до проривів у нашому розумінні Всесвіту та нашій здатності досліджувати його.

Незважаючи на ці виклики та можливості, дослідження AGI продовжують швидко розвиватися, а дослідники з різних галузей працюють над вирішенням фундаментальних проблем AGI. Цілком імовірно, що розвиток AGI матиме значні наслідки для майбутнього людства, як позитивні, так і негативні, і дуже важливо, щоб ми підходили до його розвитку з свідомою увагою та поміркованністю. Важливо, щоб розробка AGI здійснювалась відповідально, зосереджуючись на безпеці, етиці та добробуті всіх людей.

## Характеристики
Сильний ШІ повинен не поступатися людському інтелекту або й перевершувати його; міркувати, покладаючись на стратегію; розгадувати таємниці та приймати судження в умовах невизначеності; представляти знання, включаючи знання здорового глузду; планувати; вчитися; спілкуватися природною мовою та інтегрувати всі ці навички до прикладних цілей. Іншими важливими характеристиками СШІ вказуються здатність діяти, покладаючись на відчуття реальності, та впливати на фізичні об'єкти. А також здатність уявляти, формуючи образи чи поняття, не закладені наперед, і діяти незалежно від інтелекту, що створив цей СШІ.
Створення сильного штучного інтелекту може дати відповідь на питання щодо природи інтелекту людського: є він суто механістичним, або ж вимагає певного компонента, який неможливо відтворити штучно. Деякі трансгуманісти та біохакери очікують можливість об'єднання мозку з сильним штучним інтелектом за допомогою нейро-комп'ютерного інтерфейсу в кінці 2020-тих–на початку 2030-х років.

### Когнітивна архітектура
Когнітивна архітектура є ключовим компонентом загального штучного інтелекту (AGI), що забезпечує основу для розробки інтелектуальних систем, які можуть міркувати, навчатися та адаптуватися до нових ситуацій. За своєю суттю когнітивна архітектура прагне моделювати когнітивні процеси людського мозку, забезпечуючи основу для розуміння того, як працюють інтелектуальні системи та як їх можна вдосконалити.
Існує багато різних підходів до когнітивної архітектури, причому деякі дослідники зосереджуються на символічних системах, тоді як інші зосереджуються на нейронних мережах або гібридних моделях, які поєднують обидва. Незалежно від підходу, більшість когнітивних архітектур мають декілька ключових характеристик:
- Модульність: когнітивні архітектури зазвичай організовані в модулі, які представляють різні когнітивні функції, такі як сприйняття, увага, пам'ять і прийняття рішень.
- Навчання та адаптація: когнітивні архітектури призначені для навчання та адаптації до нових ситуацій за допомогою контрольованого навчання (коли система навчається на позначених даних) або неконтрольованого навчання (коли система самостійно виявляє шаблони в даних).
- Міркування та вирішення проблем: когнітивні архітектури дозволяють інтелектуальним системам міркувати та вирішувати проблеми, використовуючи такі методи, як дедуктивне міркування, ймовірнісний висновок або евристичний пошук.
- Емуляція людського пізнання: когнітивні архітектури прагнуть імітувати когнітивні процеси людського мозку, забезпечуючи основу для розуміння того, як працюють інтелектуальні системи та як їх можна вдосконалити.

Одним із ключових завдань у когнітивній архітектурі є проектування систем, які є гнучкими та достатньо загальними, щоб виконувати широкий спектр завдань, а також є ефективними та масштабованими. Дослідники постійно досліджують нові методи та підходи для вирішення цих проблем, з кінцевою метою створення систем, здатних до людського рівня інтелекту та не тільки.
Загалом, когнітивна архітектура є важливою сферою досліджень у галузі AGI, що забезпечує основу для розробки інтелектуальних систем, які можуть мислити, навчатися та адаптуватися, як люди. Оскільки дослідження в цій галузі продовжують просуватися, ми можемо очікувати значних проривів у розробці AGI та його застосуванні в широкому діапазоні галузей.

## Етика та регулювання
Розробка та впровадження загального штучного інтелекту (AGI) викликає значні етичні та регуляторні проблеми, які необхідно вирішити. Ось деякі з ключових:
- Безпека: системи AGI мають потенціал бути надзвичайно потужними, і якщо їх не спроектувати та впровадити безпечно, вони можуть становити серйозні ризики для безпеки людей. Це включає ризики від нещасних випадків або помилок, навмисної шкоди або ненавмисних наслідків дій системи.
- Упередженість і справедливість: системи AGI настільки неупереджені, наскільки неупереджені дані, на яких вони навчаються. Якщо навчальні дані є упередженими, система може відтворити і навіть посилити цю упередженість у своїх рішеннях і діях, що призведе до несправедливих результатів для певних груп людей. Забезпечення справедливості та пом'якшення упередженості має бути ключовим фактором у розробці систем AGI.
- Конфіденційність: системи AGI можуть збирати та обробляти величезні обсяги особистих даних, що викликає серйозні проблеми з конфіденційністю. Важливо встановити чіткі вказівки щодо того, як ці дані збираються, використовуються та захищаються, щоб забезпечити дотримання конфіденційності людей.
- Відповідальність: системи AGI можуть приймати рішення та вживати заходів, які мають значний вплив на окремих людей і суспільство в цілому. Важливо встановити чіткі межі відповідальності за ці рішення та дії, зокрема, хто несе відповідальність за забезпечення безпеки та справедливості системи та хто несе відповідальність у разі заподіяння шкоди.
- Управління: розробка та розгортання систем AGI мають далекосяжні наслідки для суспільства, тому важливо встановити чіткі рамки управління, щоб гарантувати, що технологія розробляється та використовується у спосіб, який узгоджується з суспільними цінностями та цілями.
- Контроль людини: системи AGI повинні бути сконструйовані таким чином, щоб перебувати під контролем людини, при цьому люди мають змогу перевизначити або зупинити систему, якщо це необхідно. Це допомагає забезпечити відповідність дій системи людським цінностям і цілям.
- Прозорість: системи AGI мають бути прозорими у своїх процесах прийняття рішень, щоб люди могли зрозуміти, як система прийшла до певного рішення чи дії. Це допомагає зміцнити довіру до системи та переконатися, що вона використовується відповідально та етично.

Загалом, розробка та впровадження систем AGI викликає значні етичні та управлінські проблеми, які необхідно вирішити. Для дослідників, політиків та інших зацікавлених сторін важливо працювати разом, щоб розробити рамки та рекомендації, які гарантуватимуть, що технологія розробляється та використовується у спосіб, який узгоджується з суспільними цінностями та цілями.

## Приклади перевершення людського інтелекту штучним
Приклад № 1: штучний інтелект перемагає кімнату, заповнену кращими лікарями, у змаганні з діагностики пухлин (2018). Вчені Дослідницького центру неврологічних розладів штучного інтелекту та дослідницька група Столичного медичного університету в Китаї надали ШІ під назвою BioMind тисячі зображень захворювань, пов'язаних із нервовою системою. У змаганнях із двох раундів BioMind правильно діагностував 85 % випадків за 18 хвилин у порівнянні з групою найкращих неврологів, яка досягла лише 64 % точності за 50 хвилин.
Приклад № 2: штучний інтелект розробляє комп'ютерний чіп так само добре, як і інженер-людина — і швидше (2021). Набір алгоритмів від Google Brain тепер може розробляти комп'ютерні мікросхеми, які використовуються для запуску програмного забезпечення ШІ, які значно перевершують ті, що розроблені експертами-людьми. Використовуючи тип машинного навчання, який називається глибоким навчанням з підкріпленням, ці розробники чіпів зі штучним інтелектом можуть працювати за лічені години, порівняно з типовим процесом, який може тривати тижнями або навіть місяцями.
Приклад № 3: ШІ DeepMind розгадує математичні головоломки, які десятиліттями ставлять людей у глухий кут (2021). Працюючи з командами математиків, DeepMind розробив алгоритм для вирішення двох давніх головоломок у математиці: теорії вузлів і вивчення симетрій. Алгоритм міг розглядати різні математичні поля та виявляти зв'язки, які раніше вислизали від людського розуму. Вперше машинне навчання спрямоване на ядро математики — науки про виявлення закономірностей, які зрештою призводять до формально підтверджених ідей або теорем про те, як працює наш світ.
Приклад № 4: ШІ перемагає 8 чемпіонів світу з бриджу (2022). Бридж — це комунікаційна та стратегічна гра, яка довго протистояла домінуванню ШІ. Дотепер. Штучний інтелект для гри в бридж під назвою NooK, розроблений французьким стартапом NukkAI, переміг 8 чемпіонів світу з бриджу на змаганнях у Парижі. NooK — це свого роду гібридний алгоритм, який поєднує символічний (тобто заснований на правилах) ШІ з домінуючим сьогодні підходом до глибокого навчання. У 80 сетах проти своїх людських суперників NooK виграв 67, або 83 %.
Приклад № 5: штучний інтелект, який розробляє білки, створює ліки, про які люди навіть не мріяли (2022). Вчені з Університету Вашингтона використали алгоритм глибокого навчання, щоб не лише передбачити загальну площу функціонального сайту білка, але й сформувати структуру. Команда використовувала нове програмне забезпечення для створення ліків, які «борються з раком», і створювала вакцини проти звичайних, хоча іноді й смертельних, вірусів. Як зазначив провідний науковець у дослідженні д-р Девід Бейкер, «Глибоке навчання трансформувало прогнозування структури білка за останні два роки, зараз ми перебуваємо в середині подібної трансформації дизайну білка».

## Виявлення сильного штучного інтелекту
Головним критерієм для визнання штучного інтелекту «сильним» є проходженням ним тесту Тюрінга, коли людина буде нездатна відрізнити чи спілкується з нею інша людина, чи машина.
Стів Возняк пропонував так званий «кавовий тест»: штучний інтелект може вважатися сильним, якщо машина під його керуванням здатна потрапити до пересічного американського будинку, знайти кавоварку, зварити в ній каву та налити її в горнятко. Тобто, сильний ШІ повинен вміти виконувати послідовності буденних людських завдань, на відміну від слабкого ШІ, котрий може виконувати тільки одне завдання чи їх вузький набір. У варіанті Бена Герцеля — пройти той самий курс навчання, що й пересічна людина, та здобути освітній ступінь. За Нільсом Джоном Нільсоном — виконувати економічно важливу роботу не гірше за людину.

## Компанії, що займаються розробкою AGI
Ці компанії спеціалізуються на розробці алгоритмів, які дозволяють машинам розуміти великі обсяги даних, приймаючи рішення самостійно, використовуючи власну логіку. Вони також працюють над створенням розумних агентів, здатних взаємодіяти з людьми або іншими автономними агентами в середовищі, де вони повинні постійно адаптуватися до мінливих умов. Кінцевою метою багатьох компаній AGI є розробка загального штучного інтелекту (AGI) людського рівня.

### OpenAI

Логотип OpenAI

OpenAI — це американська дослідницька лабораторія штучного інтелекту (AI), що складається з некомерційної OpenAI Incorporated та її комерційної дочірньої корпорації OpenAI Limited Partnership. OpenAI проводить дослідження штучного інтелекту з проголошеним наміром просувати та розвивати дружній сильний штучний інтелект. Системи OpenAI працюють на базі хмарної суперкомп'ютерної платформи Azure від Microsoft. Організацію заснували в Сан-Франциско в 2015 році Сем Альтман, Рід Хоффман, Джесіка Лівінгстон, Ілон Маск, Ілля Суцкевер, Пітер Тіль, і такі компанії як Amazon Web Services, Infosys, та YC-Research які спільно інвестували 1 мільярд доларів США.
Мета OpenAI — створити AGI, який принесе користь всьому людству. За словами з сайту компанії, AGI має потенціал для покращення життя людини шляхом збільшення достатку, стимулювання економіки та сприяння науковим відкриттям. Однак AGI також створює серйозні ризики, включаючи соціальні розлади та неправильне використання. OpenAI вважає, що розвиток AGI не можна і не слід зупиняти, натомість суспільство та розробники AGI повинні працювати разом, щоб з'ясувати, як це зробити правильно. OpenAI визнає, що існує багато невизначеностей щодо AGI, але вони визначили принципи, які їх найбільше хвилюють, зокрема розширення прав і можливостей людства, справедливий доступ і управління, а також успішне керування ризиками.
У довгостроковій перспективі OpenAI вважає, що важливо, щоб майбутнє людства визначалося людством і що інформація про прогрес AGI повинна бути доступна громадськості. Вони виступають за громадський контроль за зусиллями щодо створення AGI та громадські консультації для прийняття важливих рішень. OpenAI вважає, що перший AGI буде лише відправною точкою, і прогрес продовжуватиметься стабільною швидкістю, що призведе до абсолютно іншого світу з надзвичайними ризиками, якщо їх не попереджувати належним чином.
В березні 2023 року деякі дослідники описали своє дослідження нецензурованої версії ChatGPT на базі GPT-4, що доступна тільки для розробників в OpenAI, ранньою та неповною версією сильного штучного інтелекту (AGI). В середині квітня 2023 року Сем Альтман з OpenAI заявив, що компанія поки припинила тренування GPT-5, у відповідь на лист з відповідним проханням від 50 тисяч людей, зокрема більше 1800 CEO та 1500 професорів, та, зокрема, Ілон Маск, Стів Возняк, Юваль Гарарі та багато інших людей.

### Книги
- Artificial general intelligence: 15th International Conference, AGI 2022, Seattle, 19-22.08.2022, proceedings. / Бен Герцель; Iklé, Matthew et al. 2023. — Cham. ISBN 978-3-031-19907-3.
- Natural general intelligence: how understanding the brain can help us build AI / Summerfield, Christopher, 2022. — Oxford. ISBN 978-0-19-265765-7.
- Життя 3.0.: доба штучного інтелекту. / Макс Тегмарк, 2019. — Київ. ISBN 978-617-7682-99-7.
- Open-Ended Intelligence / David R. Weinbaum, 2015. ISBN 979-8790804670.

### Журнали
- Journal of Artificial General Intelligence

### Статті
- Planning for AGI and beyond / Сем Альтман, 2023. — Блог OpenAI.
- The Path to AGI: SingularityNET Ecosystem Cooperation / Jon Grove, 2023. — Блог SingularityNET.
- Towards the Neuroevolution of Low-level artificial general intelligence / Pontes-Filho, Sidney; Olsen, Kristoffer; et al., 2022. — Frontiers in Robotics and AI 9. doi:10.3389/frobt.2022.1007547.
- Towards artificial general intelligence via a multimodal foundation model / Fei, Nanyi; Lu, Zhiwu; Gao, Yizhao; et al., 2022. — Nature Communications (англ.) 13 (1). doi:10.1038/s41467-022-30761-2.
- Towards artificial general intelligence with hybrid Tianjic chip architecture / Pei, Jing; Deng, Lei; Song, Sen et al., 2019. — Nature (англ.) 572 (7767). doi:10.1038/s41586-019-1424-8.

### Відео
- Макс Тегмарк: The Case for Halting AI Development | Lex Fridman Podcast #371
- Сем Альтман: OpenAI CEO on GPT-4, ChatGPT, and the Future of AI | Lex Fridman Podcast #367 — 2023.
- Еліезер Юдковський: Dangers of AI and the End of Human Civilization | Lex Fridman Podcast #368 — 2023.
- Ілля Суцкевер (OpenAI Chief Scientist) — Building AGI, Alignment, Spies, Microsoft, & Enlightenment — 2023.
- Рей Курцвайл: Singularity, Superintelligence, and Immortality | Lex Fridman Podcast #321 — 2022.
- Деміс Гассабіс: DeepMind — AI, Superintelligence & the Future of Humanity | Lex Fridman Podcast #299 — 2022.
- Бен Герцель: Artificial General Intelligence | Lex Fridman Podcast #103 — 2020.
- Max Tegmark: Life 3.0 | Lex Fridman Podcast #1 — 2018.